# Wyżnia Litworowa Przehyba
Wyżnia Litworowa Przehyba (słow. Vyšná Litvorová priehyba, 2024 m n.p.m.) – przełęcz w Tatrach Wysokich w południowo-wschodniej grani Hrubej Turni (2089 m). Jest to siodło położone najbliżej Hrubej Turni z kilku, tworzących szerokie obniżenie grani – najniższa jest Niżnia Litworowa Przehyba (1986 m), dalej na południowy wschód znajduje się jeszcze Zadnia Litworowa Przehyba. Wyżnia Litworowa Przehyba jest dość płytka. Położona jest w miejscu, w którym zwęża się i zaczyna kierować się stromo w górę południowo-wschodnia grań Hrubej Turni.
Z Litworowej Przehyby (2050 m), położonej na południowy wschód od Wyżniej Litworowej Przehyby, droga zajmuje ok. 20 min. Inne drogi na tę przełęcz prowadzą z Doliny Litworowej i z Doliny Świstowej. Przełęcz nie ma znaczenia komunikacyjnego – wyraźnie łatwiejsze są przejścia między tymi dolinami przez niżej położone wcięcia w południowo-wschodniej grani Hrubej Turni.
Nazwa Wyżniej Litworowej Przehyby została wprowadzona przez Witolda Henryka Paryskiego, w opublikowanym w 1967 roku 13. tomie przewodnika taternickiego „Tatry Wysokie”. Bywa uznawana za nielogiczną – przełączka ta zlokalizowana jest stosunkowo daleko od Litworowej Przehyby (w odległości około 660 m) oraz znajduje się wyraźnie niżej od niej.